# Eicosapentaensäure
Eicosapentaensäure (EPA) ist eine mehrfach ungesättigte Fettsäure, ein Polyen. Sie gehört zur Klasse der Omega-3-Fettsäuren. Ihre Salze und Ester heißen Eicosapentaenoate. EPA wird oft – vor allem bei Themen wie Ernährung – in
Zusammenhang mit Docosahexaensäure (DHA) genannt.

## Vorkommen

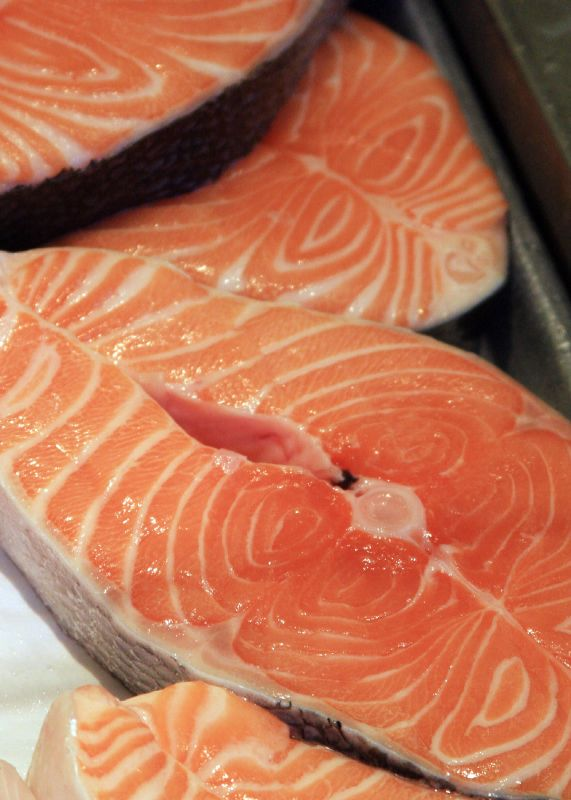
Küchenfertiger Lachs, als Steak geschnitten

In Lebewesen ist Eicosapentaensäure ubiquitär verbreitet, d. h. allgegenwärtig. Angereichert findet sie sich in fetten Seefischen wie dem Lachs (Salmo salar) oder dem Atlantischen Hering (Clupea harengus) in Form ihrer Acylglycerine (Glyceride) und Phospholipide. In wenigen Pflanzen kommt sie so gebunden in geringen Mengen vor.

## Eigenschaften
Eicosapentaensäure ist ein farbloses Öl. Die fünf isolierten Doppelbindungen liegen in der cis-Form vor.

## Biologische Funktion
Eicosapentaensäure wird für viele Funktionen des Stoffwechsels benötigt. So ist sie der Ausgangsstoff zur Bildung von Docosahexaensäure (DHA) und Eicosanoiden, welche für Körperfunktionen wie das Immunsystem, die Blutgerinnung, die Regulation von Blutdruck und Herzfrequenz u. v. a. benötigt werden. Sie besitzt eine positive Wirkung bei gewissen Herzerkrankungen (Koronare Herzkrankheit). In einer Metaanalyse von 2018 konnte keine positive Wirkung einer Nahrungsergänzung mit Omega-3-Fettsäuren bei Herzerkrankungen nachgewiesen werden.
Ihre Biosynthese erfolgt über die α-Linolensäure, eine essentielle Omega-3-Fettsäure. Studien kommen zu unterschiedlichen Ergebnissen bezüglich der Umwandlungsrate von α-Linolensäure in DHA und EPA. Einige Studien nennen, als eher hohe Werte, für die Konversion zu EPA bei gesunden jungen Frauen 21 % (DHA 9 %), bei gesunden jungen Männern etwa 8 % (DHA 0 bis 4 %). Andere Studien sprechen von Umwandlung von etwa 5–10 % der aufgenommenen α-Linolensäure in EPA und 2–5 % in DHA, oder sogar von Umwandlungsraten in EPA und DHA geringer als 5 %. Eine Studie kommt zu dem Schluss, dass α-linolensäurereiches Pflanzenöl, zusammen mit einer linolsäurearmen Ernährung, ähnlich den EPA-Spiegel im Gewebe steigen lässt wie eine Supplementierung mit Fischöl. EPA und DHA wirken entzündungshemmend, indem sie die Aktivierung des TLR4-Signalwegs abschwächen.
Neuere wissenschaftliche Studien lassen auf die besondere Bedeutung von EPA zur Förderung positiver Emotionen sowie der Stimmungsaufhellung und günstigen Einflussnahme auf Minderung von Ängsten, Depressionen und Symptomen der Schizophrenie schließen.
Eine Metaanalyse von 28 randomisierten kontrollierten Studien deutet darauf hin, dass zur Behandlung von Depressionen EPA signifikant wirksamer als DHA ist.

## Gewinnung
Zur Herstellung der Eicosapentaensäure wird Fischöl aus Fischabfällen fetter Seefische aufbereitet.
Bei der Aufbereitung von Fischöl wird dieses aus der natürlichen Triglycerid-Form (TG-Form) mittels Ethanol in die Ethylester-Form (EE-Form) von EPA und DHA umgeestert, man spricht dann von Ethyl-EPA (auch E-EPA, EPA-E, EPA-EE, chemische Bezeichnung Eicosapentaensäureethylester oder Ethyleicosapentaenoat). Nach der Reinigung und Aufkonzentrierung durch Destillation kann die Ethylester-Form mittels Glycerin wieder zurück in die natürliche Triglycerid-Form umgeestert werden („rTG“ = re-esterified triglyceride). Um Kosten zu sparen, enthalten viele Omega-3-Produkte bzw. EPA/DHA-Konzentrate die Ethylester-Formen von EPA und DHA, die chemisch gesehen kein Öl mehr darstellen, fälschlicherweise jedoch häufig weiterhin als Fischöl-Konzentrat bezeichnet und vermarktet werden. Einige Studien deuten darauf hin, dass die Bioverfügbarkeit von EPA in der TG-Form bzw. rTG-Form höher ist als in der EE-Form.
Alternativ zu den Fischölpräparaten sind seit einiger Zeit auch rein pflanzlich produzierte Omega-3-Kapseln auf dem Markt erhältlich. Das darin enthaltene EPA und DHA wird direkt aus Algen gewonnen oder aus entsprechend hochwertigen Pflanzenölen wie Hanföl zusammengesetzt.

## Nahrungsergänzung
Seitens der Deutschen Gesellschaft für Ernährung gibt es keine allgemeine Zufuhrempfehlung für DHA/EPA (Ausnahme: Schwangere sollten 200 mg DHA pro Tag zuführen).
EPA und DHA wird seit einigen Jahren in Form von Kapseln sowie angereicherten Lebensmitteln angeboten. Mittlerweile setzen auch einige Hersteller von Säuglingsnahrung ihren Produkten Fischöl zu, um den Bedarf von Säuglingen an Omega-3-Fettsäuren zu decken, welche in Muttermilch natürlicherweise vorhanden ist.
Das Bundesinstitut für Risikobewertung nennt als mögliche negative Auswirkungen bei einer über den normalen Mengen liegender Supplementierung mit DHA und EPA: Erhöhung des LDL-Cholesterins, Beeinträchtigung der Immunabwehr bei älteren Menschen, mögliche Erhöhung der kardiovaskulären Mortalität bei entsprechender Vorerkrankung, mögliche erhöhte Blutungsneigung und offene Fragen bei der Kinderernährung in Bezug auf Blutdruck und BMI.